# Roger Vitrac
Roger Vitrac, född 17 november 1899 i Pinsac, död 22 januari 1952 i Paris, var en fransk dramatiker och poet knuten till såväl den franska dadaismen som surrealismen. Hans dramatik från 1920-talet förebådade absurdismen.

## Biografi
Roger Vitrac flyttade till Paris år 1910. Som ung påverkades han av symbolismen och skrifter av Lautréamont och Alfred Jarry. Han utvecklade en passion för teater och poesi. Ett år efter sin studentexamen publicerade han diktsamlingen Le Faune noir.
Under Vitracs tre år långa militärtjänstgöring träffade han bland andra Marcel Arland och René Crevel. Tillsammans startade de litteraturtidskriften Aventure 1921 där Vitracs första pjäs Le Peintre trycktes. Samma år lärde Vitrac känna André Breton och Louis Aragon på Café Certa, där många dada-aktiviteter tog form innan kaféet blev ett tillhåll för surrealistgruppen. I tjugofemårsåldern anslöt sig Vitrac till den tongivande surrealismen och bidrog till de första numren av tidskriften La Révolution surréaliste. Tillsammans med Antonin Artaud skapade han teaterscenen Théatre Alfred-Jarry (1926–1930), där de producerade några av sina främsta pjäser. Vitracs båda pjäser Les Mystères de l'amour (1927) och Victor ou les Enfants au pouvoir (1928, svensk översättning och uppsättning 1968: Victor eller Barnen tar makten) förebådade absurdismens teater tjugo år senare. Cambridge guide to Theatre beskriver Les Mystères de l'amour som ett mästerverk av surrealistisk teater. Den betraktas nu som central inom 20-talets franska teater.
Roger Vitrac blev utesluten ur surrealismen 1928. Efter André Bretons publicering av Surrealismens andra manifest i december 1929, slöt Vitrac upp bakom Georges Bataille och medverkade tillsammans med många andra före detta surrealister i Batailles pamflett Un Cadavre (1930), vilken riktade sig mot Breton. Till historien hör att Breton 1924 hade initierat en offentlig rättegång med samma namn riktad mot den uppburne nobelpristagaren Anatole France. Från 1931 utforskade Roger Vitrac en mer burlesk dramatik, vilken ofta pendlar mellan boulevardkomedi och intim tragedi. Hans mångtematiska Coup de Trafalgar (1934) och Les Demoiselles Du Large (1938) möttes med ett visst erkännande, liksom hans mer slapstickartade pjäser som Le Loup-Garou (1939) och Le Sabre de mon père (1951).